# Adolfo G. García
General Adolfo G. García fue un militar mexicano que participó en la Revolución mexicana. Nació en La Ermita, municipio de Villa de Aldama, Veracruz, el 27 de septiembre de 1877. Realizó estudios primarios. Simpatizó con Francisco I. Madero y organizó clubes antirreeleccionistas; en 1910, protestó como munícipe de Perote, por la falsa electoral, por lo que fue aprehendido y remitido a San Juan de Ulúa. Libre al poco tiempo, organizó la rebelión de su estado y parte del de Puebla obteniendo el grado de Coronel por parte de Francisco I. Madero. En 1913 combatió a los huertistas en la Región de Xalapa y de Papantla, incorporándose a la División de Oriente constitucionalista. En 1916 fue designado jefe de la Prisión Militar del Castillo de San Carlos, en Perote. Ese mismo año fue designado diputado Constituyente por Jalacingo; perteneció al grupo radical de Heriberto Jara y Francisco J. Múgica. En 1917 fue diputado a la XXVII Legislatura del Congreso de la Unión. Como perdió una pierna en el combate, se integró al Cuerpo de Inválidos al fin de la Revolución mexicana. Murió en Perote el 10 de octubre de 1928. 